# Blysmus rufus
Blysmus rufus — вид квіткових рослин родини осокових (Cyperaceae). Ареал: Північна Європа, Азія, Канада, північ США.

## Екологія
В Європі зустрічається переважно в прибережних солончаках і гирлах річок, а далі від моря в вапняних болотах або солончаках. Він шукає постійно вологі, гравійні, а також мулисті ґрунти; на висотах до 5200 метрів. Цвіте з червня по серпень, плодить до вересня.

## Морфологічна характеристика

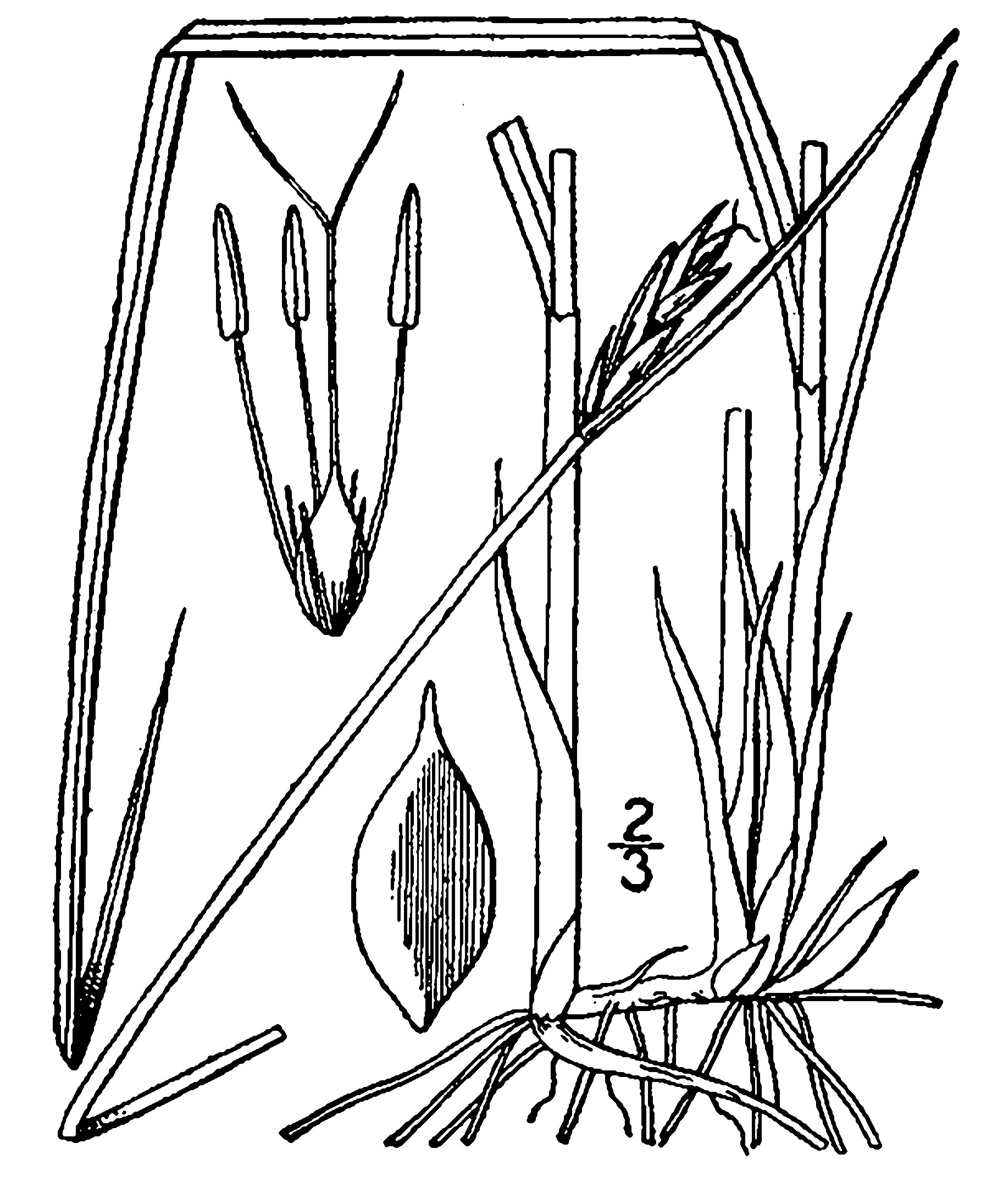

Багаторічна сіро-зелена рослина 3–30(40) см заввишки. Кореневище повзуче, лускате, горизонтальне, коротке або столоподібне, жовтувате. Стеблина 0.5–1 мм у діаметрі, м'яка, сірувато-зелена, гладка. Листки згорнуті, гладкі, некілеві, злегка рифлені, 2–4 мм завширшки й ≈ 20 см завдовжки, коротші за стеблину; листкова пластинка сіро-зелена чи коричнева, вузьколінійна; піхви до 60 мм, від жовтуватого до темно-коричневі; язичок ≈ 0,3 мм, помітний. Приквітки під суцвіттям по одному, такої ж довжини або довші за кінцеве суцвіття. Суцвіття 10–15 см × 3–5 мм; колосків по 3–8 у волоті. Колосочки видовжено-яйцюватні, 5–6 мм, 2- або 3-квіткові, верхівка ± тупа. Колоскові луски каштаново-коричневі, еліптично-яйцеподібні, 3.5–6 мм, 2- або 3-жилкові, верхівка тупа. Тичинок (2)3; пиляки 3–4 мм. Рилець 2. Сім'янки 3–4 мм завдовжки, ≈ 1.5 мм ушир, гладкі, жовто-коричневі, основа заокруглена. 2n = 40.